# Caesalpinia gilliesii
Caesalpinia gilliesii là một loài thực vật có hoa trong họ Đậu. Loài này được (Hook.) D.Dietr. miêu tả khoa học đầu tiên.

## Hình ảnh

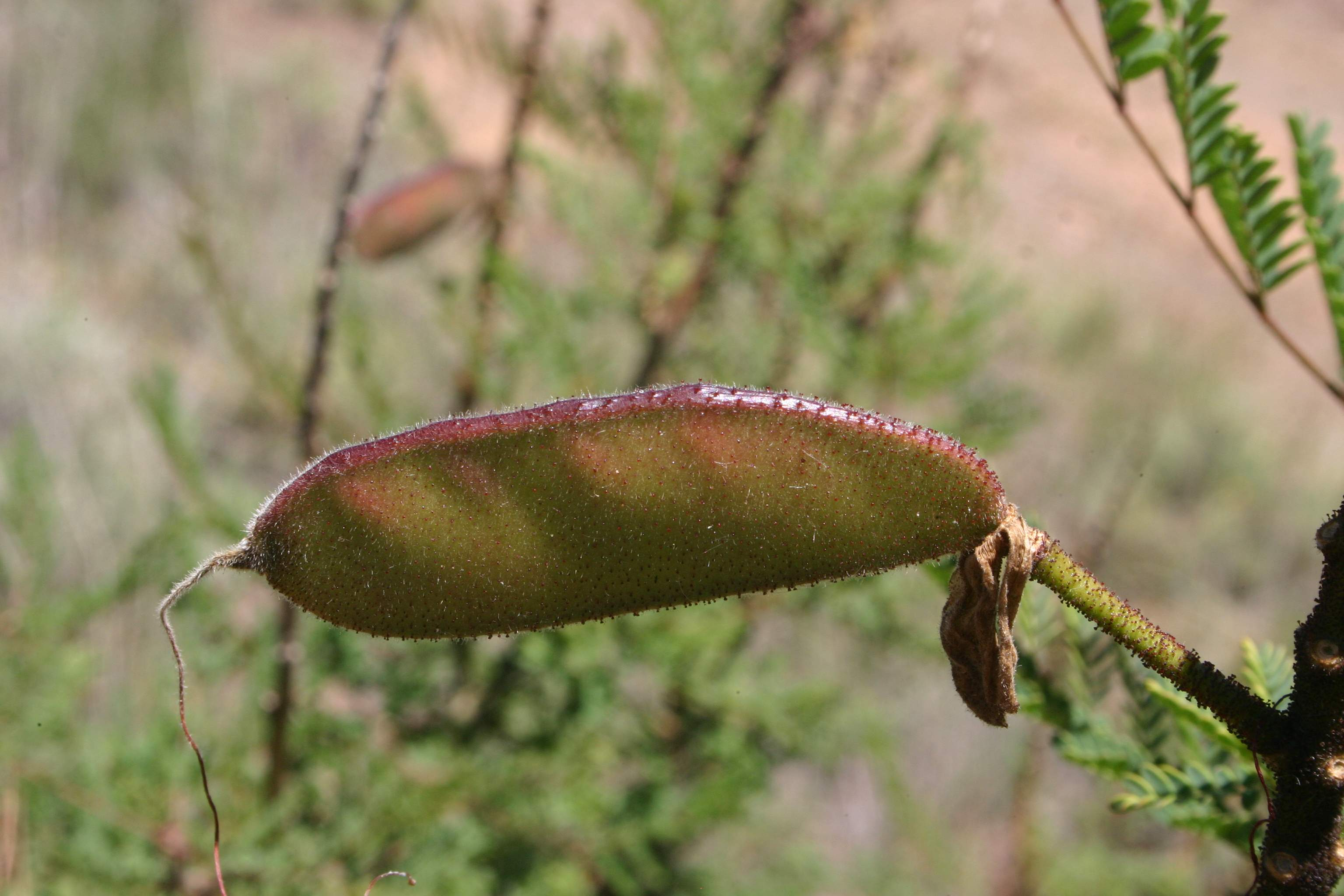
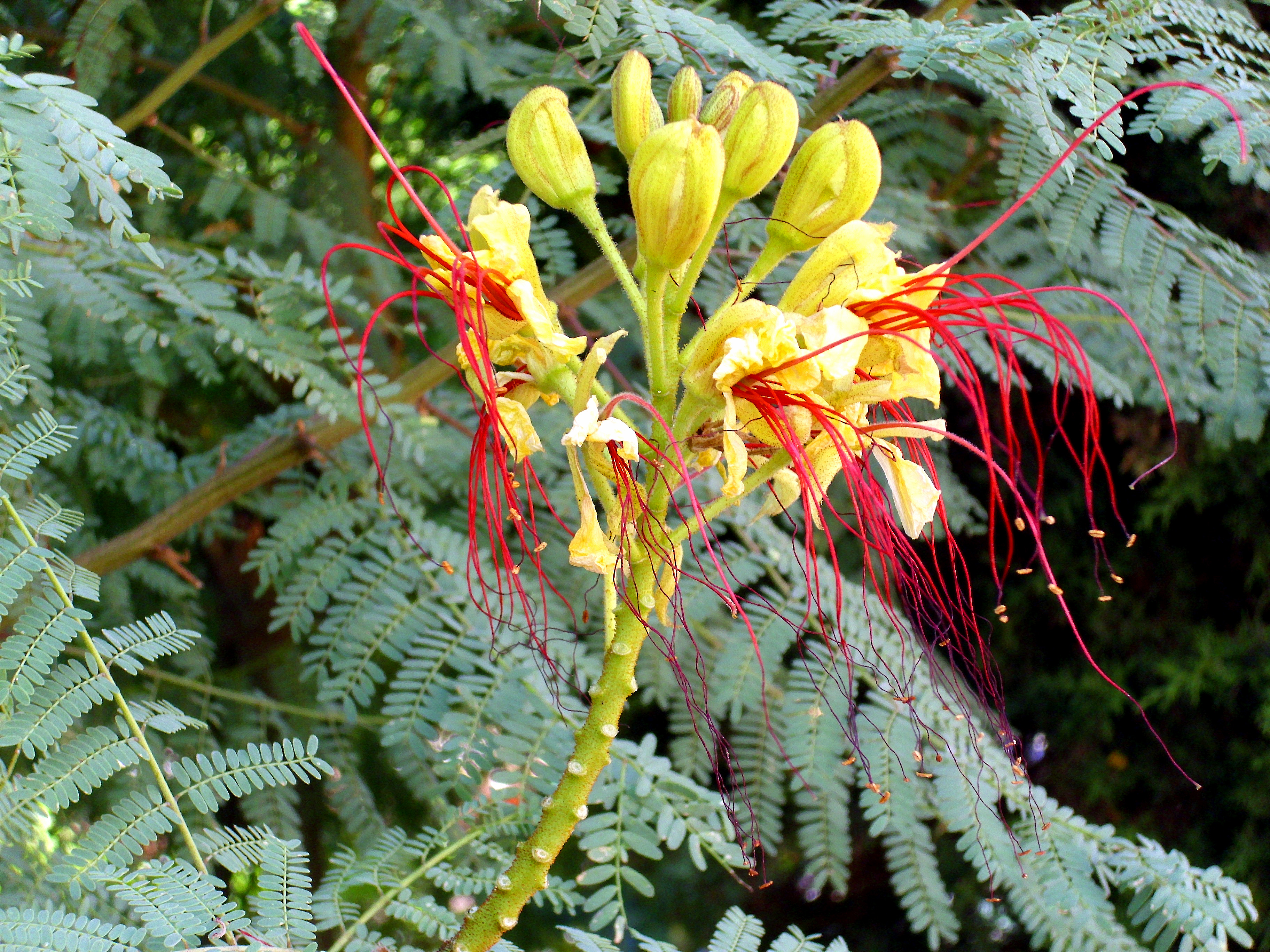